# Kossuth Lajos utca (Eger)

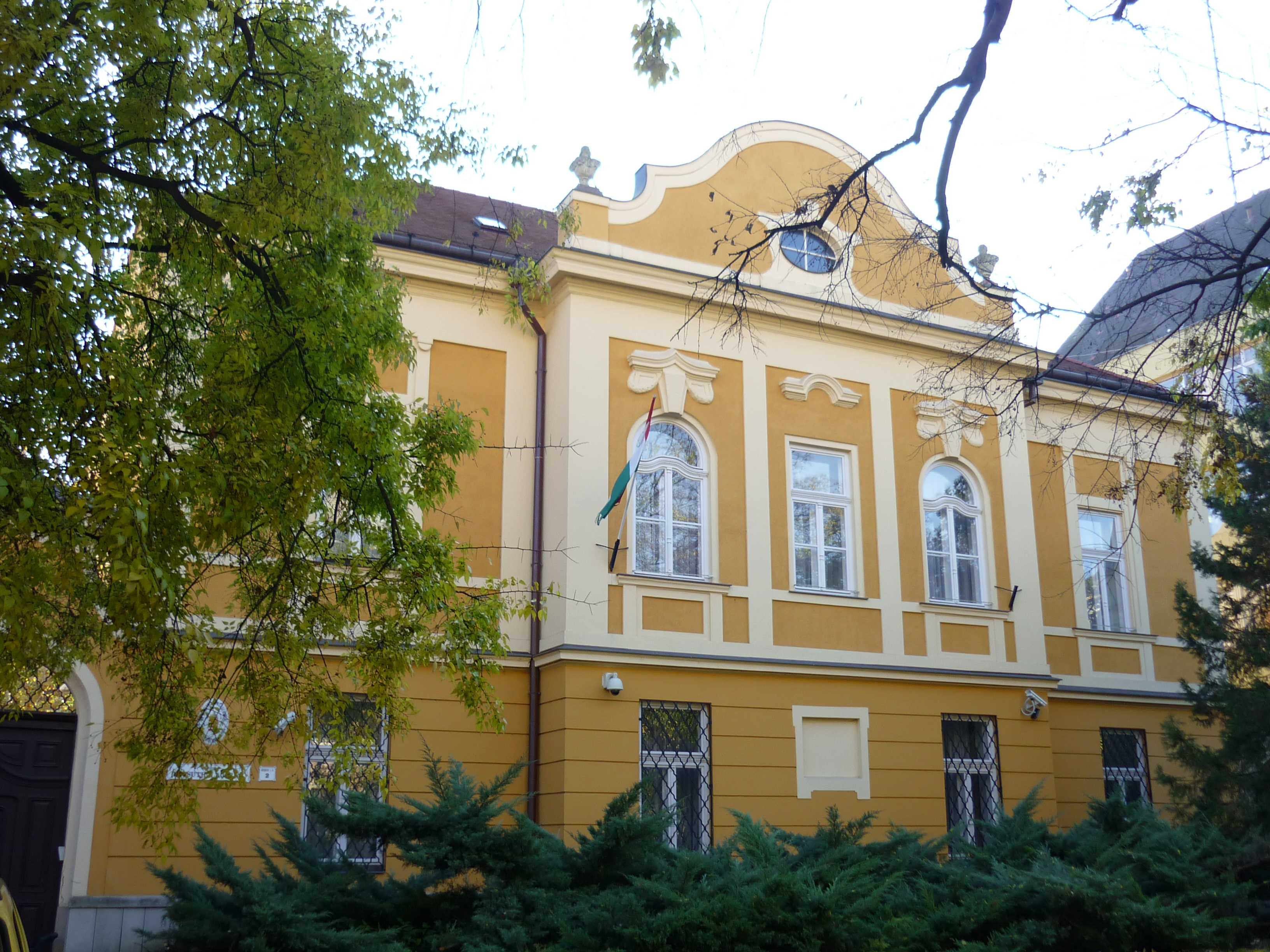
A Nemzetbiztonsági Hivatal Heves vármegyei kirendeltsége, Kossuth u. 2.

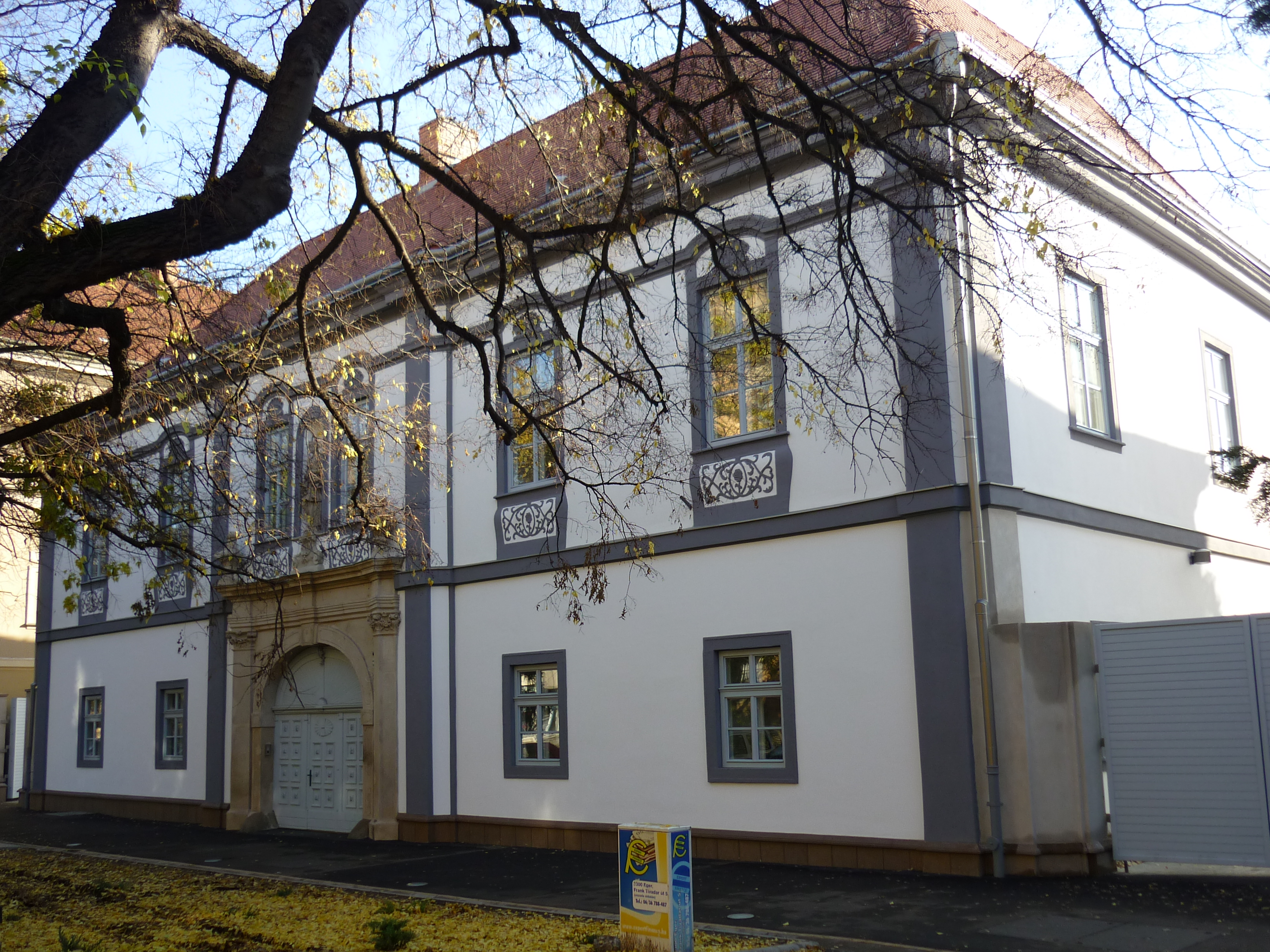
Vagner-ház (Vagner kanonok háza), Kossuth Lajos u. 6.

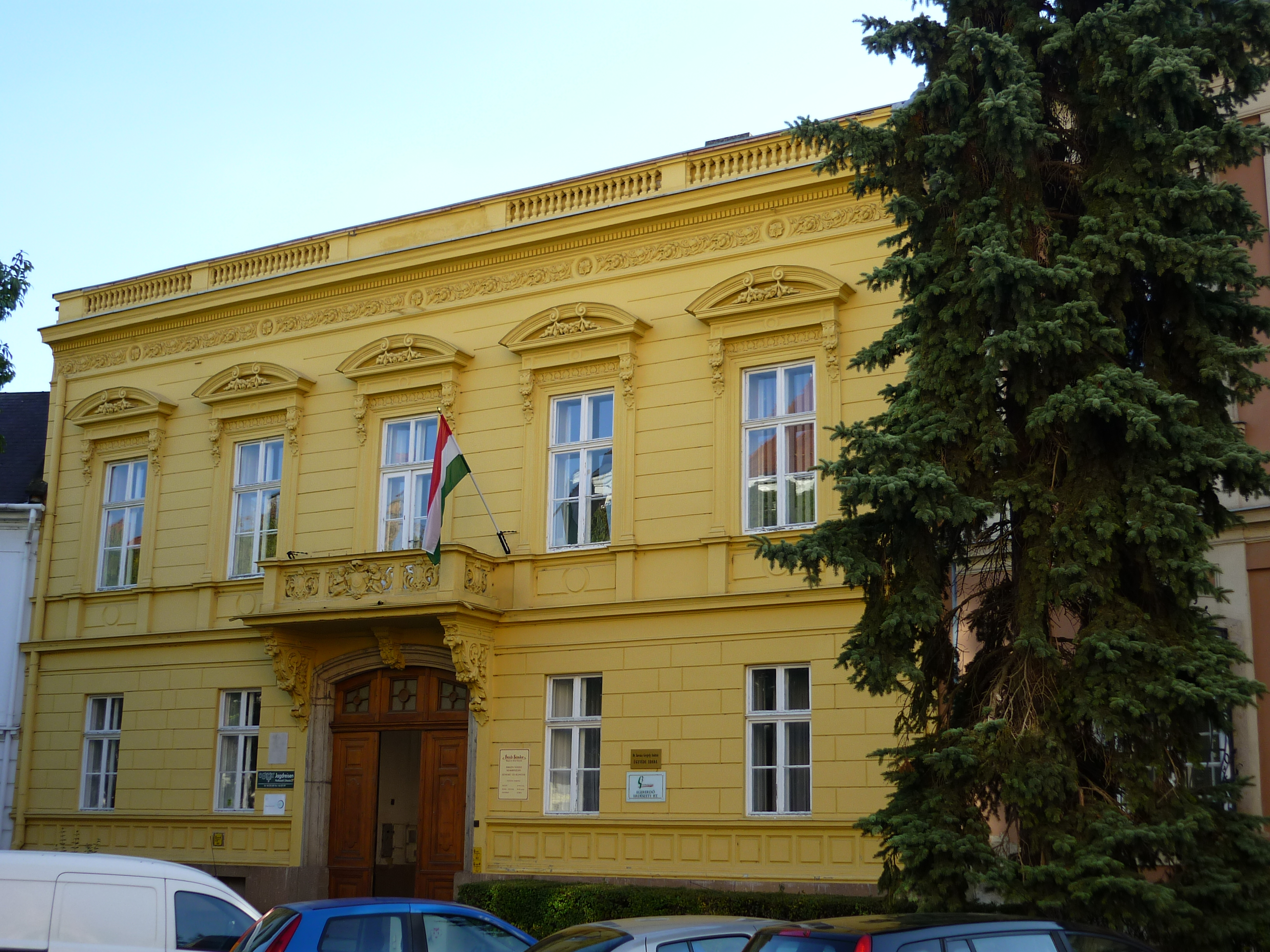
Kossuth Lajos u. 18., kora eklektikus stílusú lakóház 1868-ból

A Kossuth Lajos utca Eger belvárosának egyik legszebb barokk utcája. A vár előtti kis Dózsa György teret köti össze az Eszterházy térrel, ahol az Eszterházy Károly Egyetem líceuma és a bazilika is áll. Fák szegélyezik, jelentős részén egyirányú utca.
Legkorábbi ismert neve – a középkor vége felé – Hatvani belső utca, később hívták Barátok utcájának és Káptalan utcának is. A Hatvani kapun a városba érkezők ezen az úton juthattak el a vár déli kapujához. A középkori út egy gerendákból és pallókból álló szakaszát az 1950-es években tárták fel.
Az utcában több egyházi méltóság is építkezett, ezért a templom és a rendház közelében iskolák, paloták állnak, és itt kapott helyet a Vármegyeháza is. A káptalan (a megyés püspök tanácsadó testülete) a Telekessy István püspökkel kötött egyezség alapján költözhetett a korábbi káptalani városrészből (Knézich Károly utca) közelebb a Szent Mihály templomhoz (aminek helyén most a bazilika áll), ahol a liturgikus szertartásokat végezték. (A káptalan tagjai voltak a kanonokok. A testületet élén a püspök helyettese, a nagyprépost állt; helyettese volt a kisprépost.)

## Fontosabb épületei
- A Nemzetbiztonsági Hivatal Heves vármegyei kirendeltsége (Kossuth u. 2.)
- Kispréposti palota (Kossuth u. 4.) Rokokó stílusban emelték 1758-ban. Jelenleg a Kulturális Örökségvédelmi Hivatal üzemel benne. Vasrácsai valószínűleg Fazola Henrik munkái.
- Angolkisasszonyok Sancta Maria Gimnáziuma (Kossuth u. 8.). Az épületet jogi akadémiának (Collegium Iuridicum) építtette Foglár György püspök. Az építkezést Giovanni Battista Carlone (?) tervei alapján 1744-ben kezdték el, de kivitelezési hibák miatt abbahagyták, és csak hosszabb szünet után kezdték újra (1763–1767, kivitelező: Povolni János). A jogi iskola 1852-ig működött itt. Ekkor Bartakovics érsek ráépíttette a második emeletet, majd a kápolnát. Utóbbi 1855-re készült el, ekkor kapták meg az épületet az angolkisasszonyok. 1954–1992 között a Szilágyi Erzsébet Gimnázium használta az épületet.
- Püspöky kanonok háza (Kossuth u. 10.) Barokk, Carlone tervei alapján épült 1733-ban.
- „Barátok temploma”, ferences templom (Kossuth u. 14.) Barokk stílusban, itt álló korábbi templom helyén építették Carlone tervei alapján, 1736 és 1755 között.
- Nagypréposti palota (Kossuth u. 16.) Fellner Jakab tervezte, 1774 és 1776 között építették. Emléktábla örökíti meg falán, hogy 1849. február 25-26-án itt vendégeskedett Dembinszky Henrik, Görgei Artúr és Klapka György, és innen indultak a kápolnai csatába. Jelenleg a Bródy Sándor Megyei és Városi Könyvtár központi épülete.
- Megyeháza (Kossuth u. 9.) A barokk épületet a bécsi Gerl Mátyás tervezte; 1749–1756 között épült. Homlokzatát Eger, Heves vármegye és az építtető Barkóczy család címere díszíti. Híres kovácsoltvas kapui Fazola Henrik alkotásai, 1758 és 1761 között készültek. Fölötte félköríves vasrács a hit, remény és szeretet allegóriáját ábrázolja. Falán emléktábla jelzi az Udvarában a megyei börtön egykori épülete áll (az 1760-as években épült). Most a Heves Megyei Sportmúzeum van benne.
- Válide szultána fürdő (Kossuth u. 19. hátsó udvara, bejárata a Tinódi Lantos Sebestyén tér felől).
- Steinhauser-ház (Kossuth u. 20.), barokk, épült az 1760-as években.
- Halasy-Szigeti-ház (Kossuth u. 22.), városi polgárház, épült az 1750-es években
- Volt Oroszlán fogadó (Kossuth u. 11.), barokk. Az 1750-es években építették, a 19. században átalakították.
- Buttler-ház (Kossuth u. 26.) A 18. században épült barokk stílusban. Egykori tulajdonosa Buttler János egri városparancsnok, aki Mikszáth Különös házasságából ismert. Az épület sokáig romosan, elhanyagoltan állt, felújítása 2009 márciusában kezdődött. A felújított épületet 2010 tavaszán adták át.
  - Ezekívül még két épület megemlítendő, melyek cím szerint nem a Kossuth utcához tartoztak/tartoznak, de valamely becsatlakozó utca sarkán álltak/állnak, ezért építészetileg az utca épületeinek tekinthetők:
- Líceum. Az Eszterházy téren áll, az Eszterházy Károly Egyetem főépülete, Josef Ignaz Gerl , Fellner Jakab és Grossmann József barokk stílusú műve.
- A lebontott Neológ zsinagóga. Baumhorn Lipót műve, a Hibay Károly utca sarkán állott 1913. és 1967. között. Felrobbantották, az Unikornis Szálloda épült a helyére.

## Képek

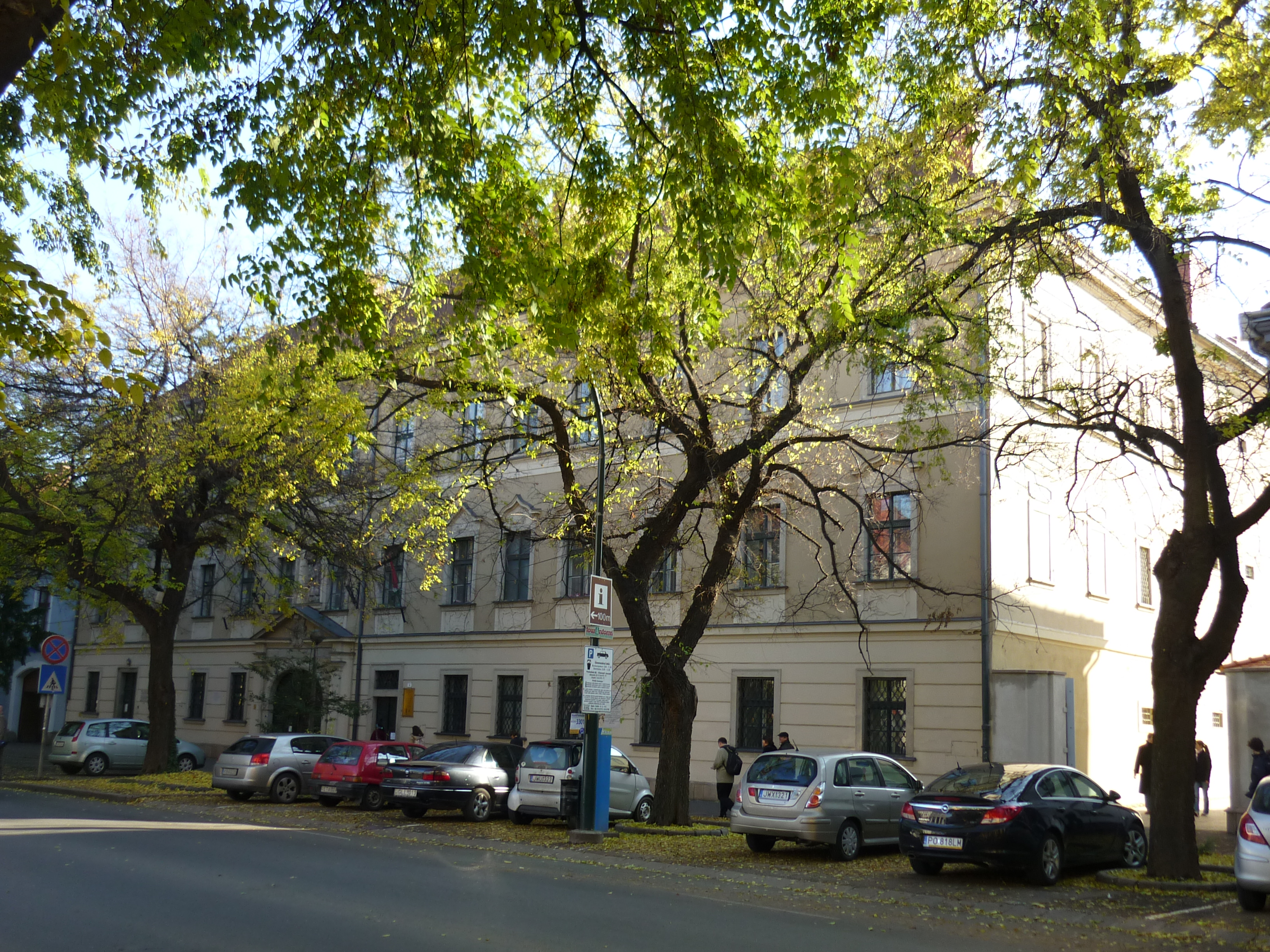
Az Angolkisasszonyok „Sancta Maria” oktatóközpontja (általános iskola, gimnázium, kollégium, zeneiskola és alapfokú művészeti iskola)
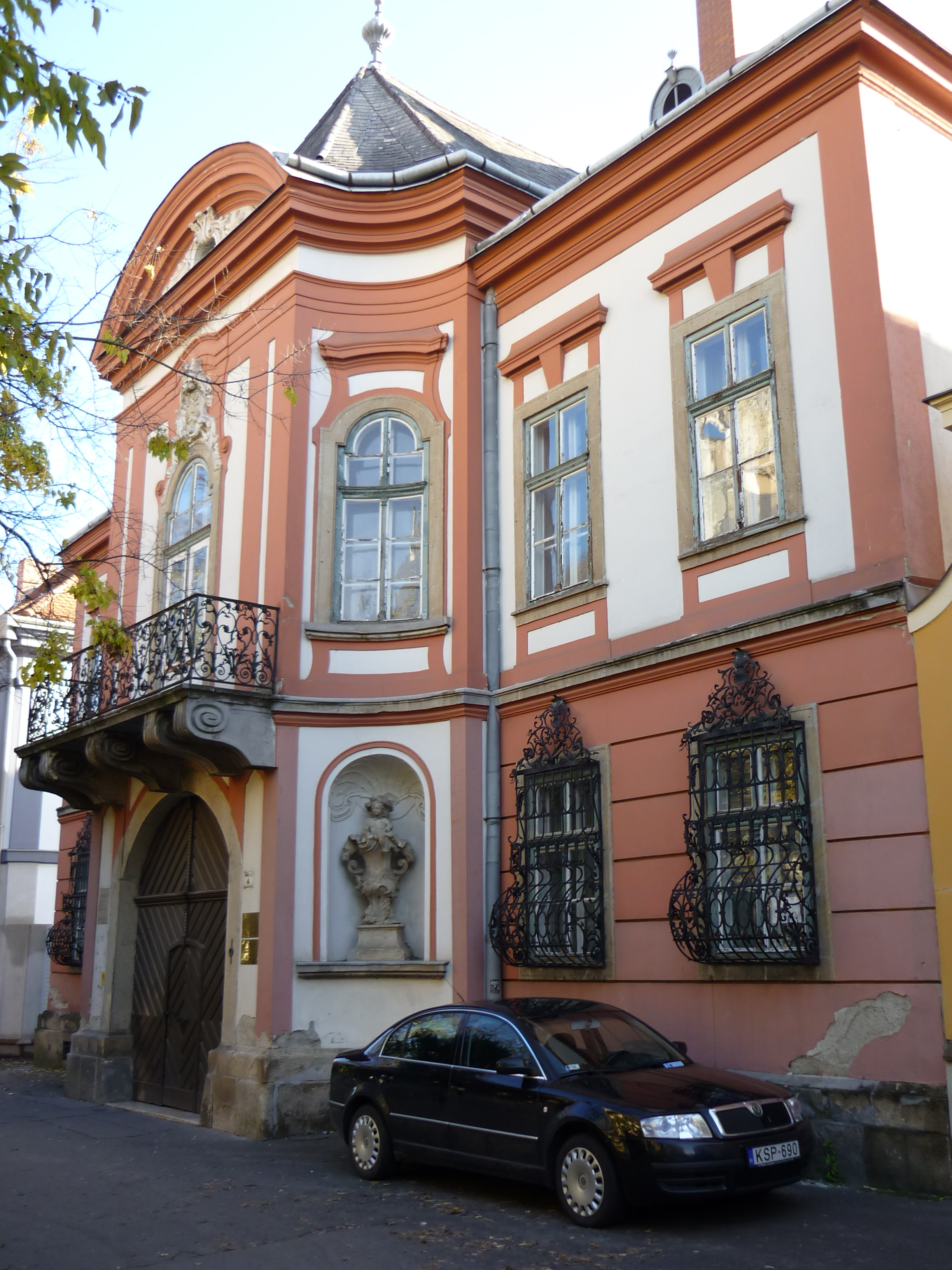
A kispréposti palota.
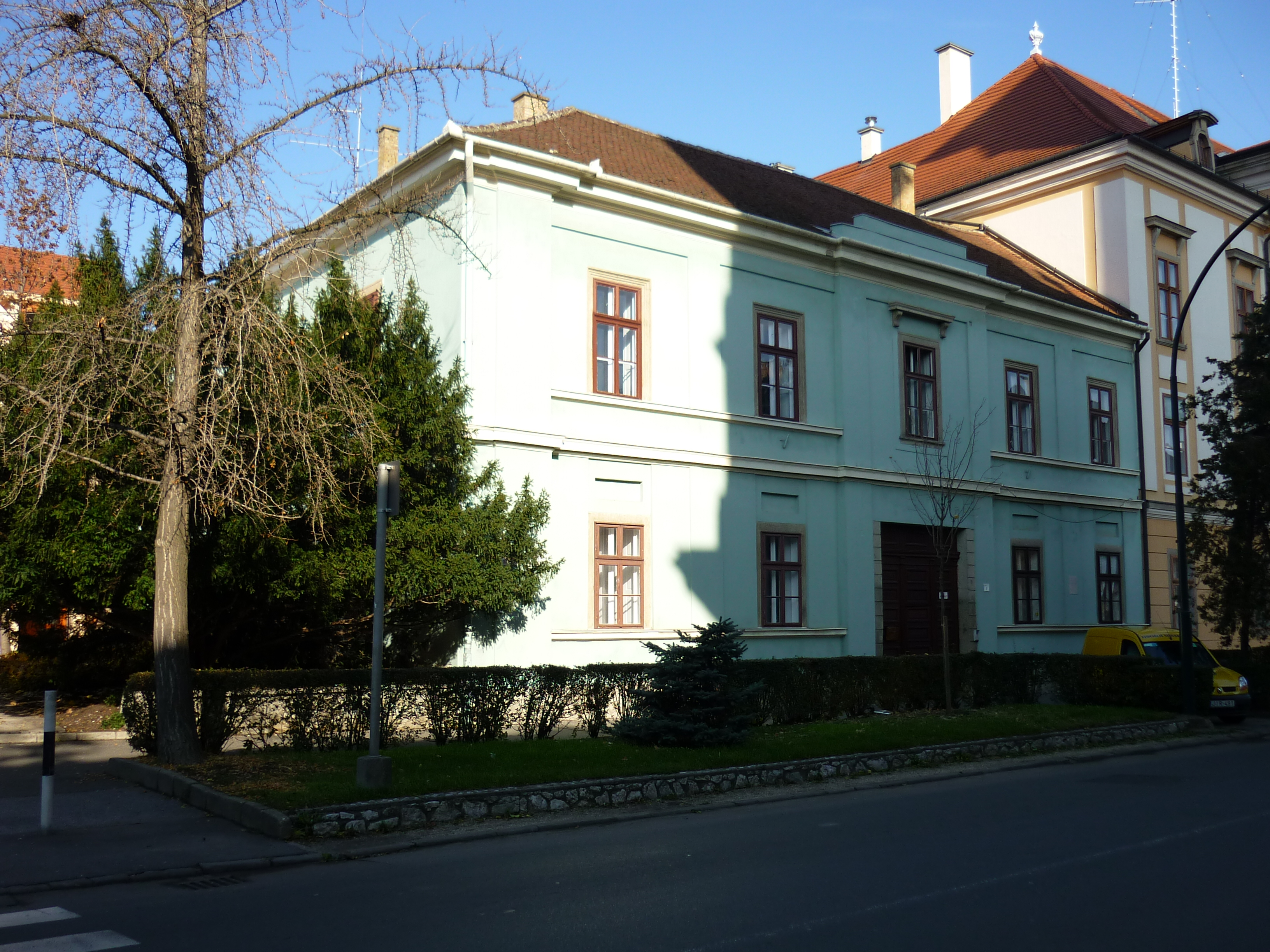
Zábrátzky-ház (műemlék barokk lakóház), Kossuth Lajos u. 7. Ép. kb. 1870.
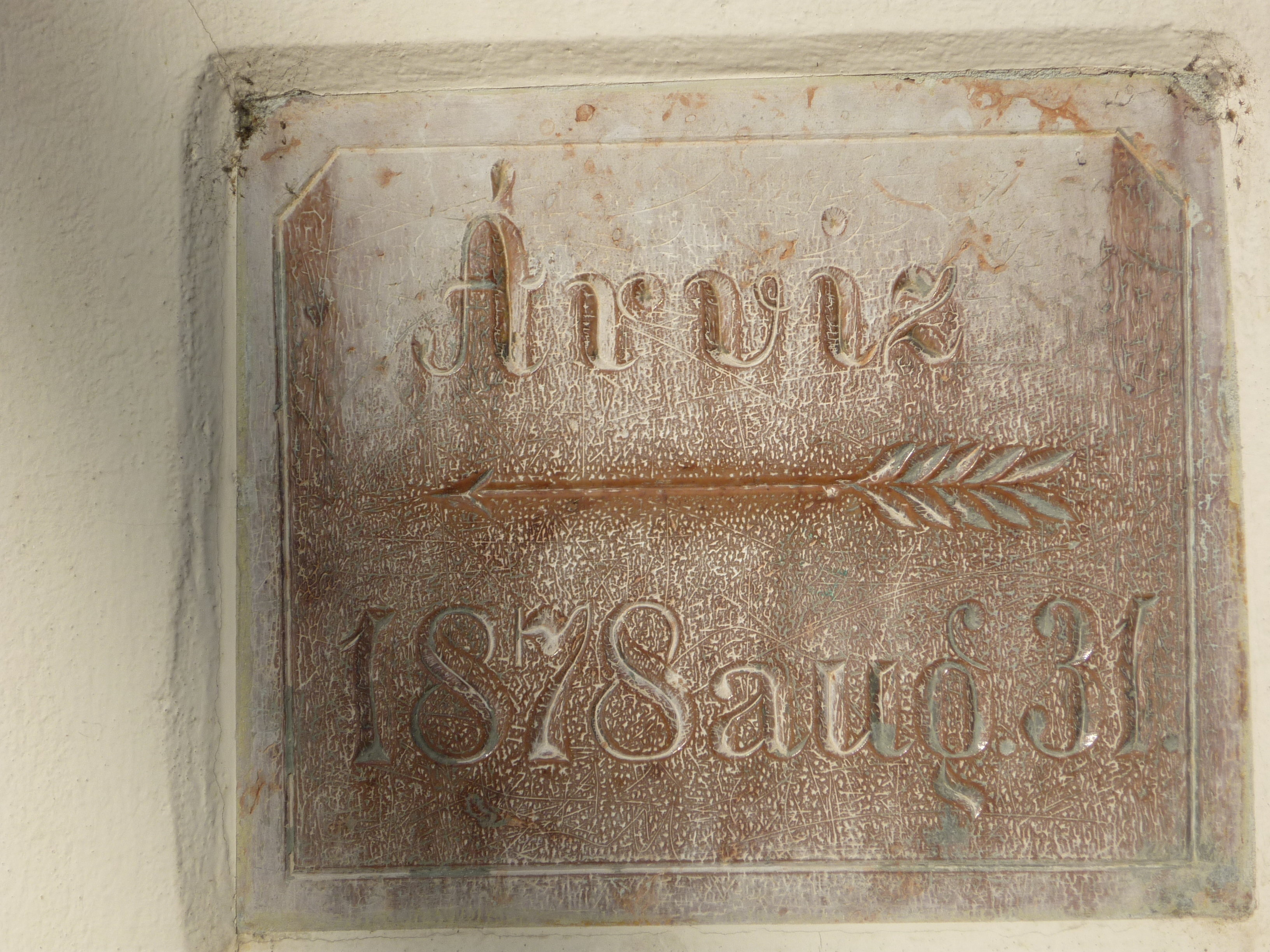
Az 1878. augusztus 31-i árvíz szintjét jelző emléktábla a megyeháza falán
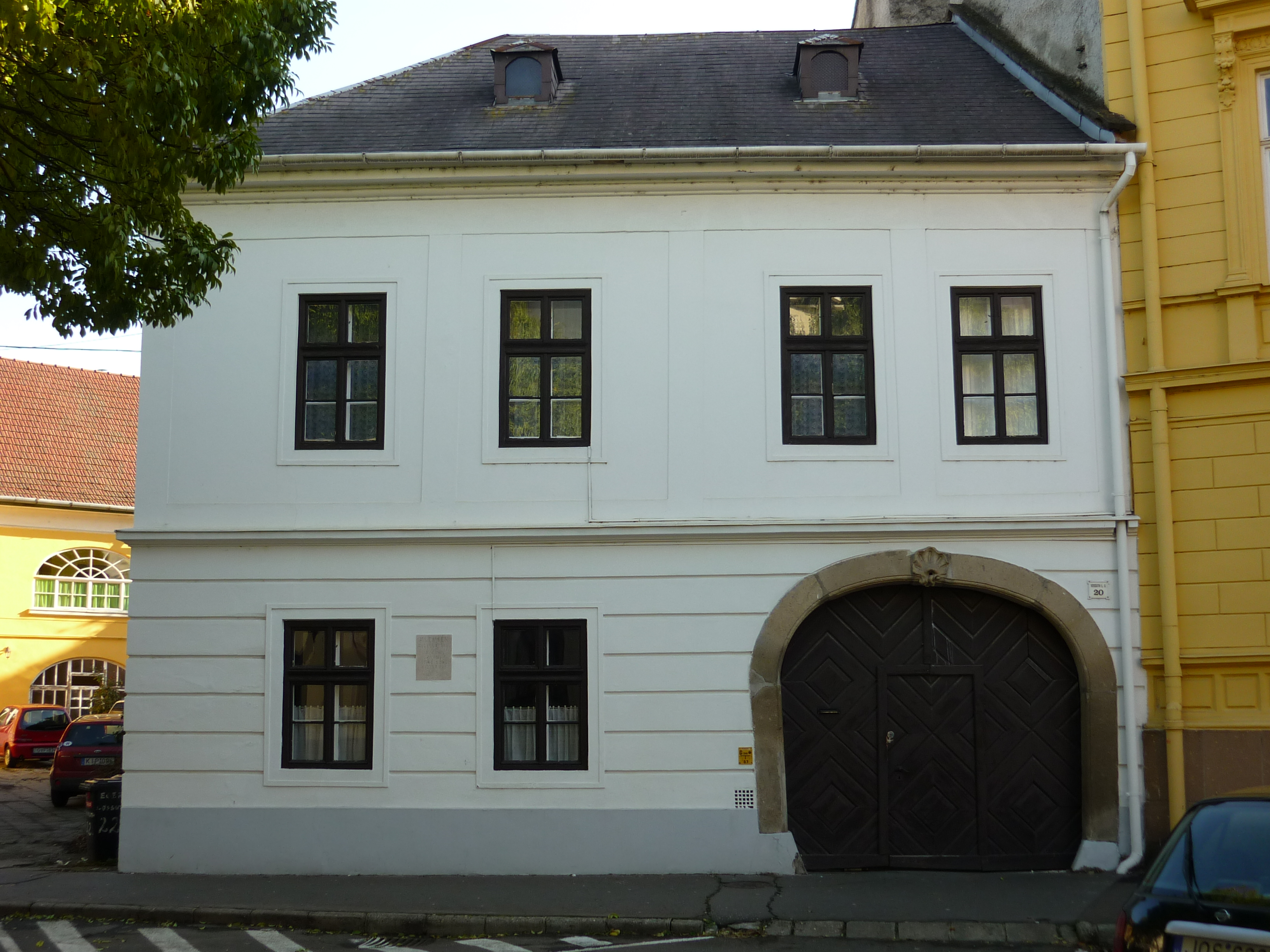
Steinhauser-ház (műemlék barokk lakóház), Kossuth Lajos u. 20. Ép. kb. 1760.